# Stinoptila
Stinoptila is een geslacht van vlinders van de familie spanners (Geometridae), uit de onderfamilie Ennominae.

## Soorten
- S. acontistica Turner, 1947
- S. poggearia Lederer, 1855
- S. wolfi Hausmann, 1993